# غزو صقلية
غزو صقلية هي معركة من معارك الحرب العالمية الثانية وقعت على جزيرة صقلية بين قوات المحور وقوات الحلفاء ما بين 10 يوليو إلى 17 أغسطس 1943، وانتهت بانتصار الحلفاء واستيلائهم على الجزيرة. هدفت العملية، والتي عُرفت باسم عملية هوسكي إلى السيطر على الجزيرة، وإسقاط الحكم الفاشي فيها. شارك في الغزو كل من بريطانيا، وأمريكا، بقيادة برنارد مونتغمري، وجورج باتون على الترتيب. وضع باتون خطة الغزو التي تقضي بإنزال الجنود البريطانيين في جنوب صقلية، وفي نفس الوقت يُسيطر الجيش الأمريكي على باليرمو، وينطلق بعدها الجيشان إلى مسينة؛ حيث تُمثل هذه المدينة مركز صقلية. رفضت قيادة الحلفاء الخطة، وتم استبدالها بخطة مونتغمري، والتي تقضي بإنزال البريطانيين في جنوب شرق الجزيرة، وإنزال الأمريكيين في الجزء المقابل لإنزال البريطانيين، ثم ينطلق الجيشان إلى مسينة في ذات الوقت، وشكلان دعمًا لبعضهما البعض. لم يلتزم باتون بالخطة، وقام يتنفيذ الجزء الأول منها بإنزال الجنود في المنطقة المحددة، وبعد ذلك، أنزل الجنود في باليرمو في شمال شرق الجزيرة، ثم انطلق منها إلى مسينة، ووصل إلى المدينة في ذات التوقيت مع مونتغمري.
بدأ غزو صقلية بعملية برمائية وجوية كبيرة، وتبعتها حملة برية استمرت لستة أسابيع، وكانت تلك العملية إيذانًا ببدء حملة الحلفاء في إيطاليا.
حاول الحلفاء إلهاء بعض قوات المحور في مناطق أخرى من الحرب عبر عدة عمليات تمويه من أشهرها وأكثرها نجاحًا عملية اللحم المفروم. بدأت عملية هاسكي في ليلة العاشر من يوليو عام 1943، وانتهت في 17 أغسطس. حققت عملية هاسكي الأهداف الاستراتيجية التي خطط لها الحلفاء، فقد طرد الحلفاء قوات المحور الجوية والبرية والبحرية من الجزيرة، وأضحت خطوط الملاحة البحرية في البحر المتوسط مفتوحة أمام الحلفاء بعد أن كانت مُغلقة منذ عام 1941. سقطت حكومة القائد الإيطالي بينيتو موسوليني، ما مهد الطريق أمام الحلفاء لغزو إيطاليا. أما القائد الألماني، أدولف هتلر، فقد تراجع عن شن هجوم عسكري كبير في معركة كورسك بعد أسبوع واحد فقط من انتهاء الغزو لتعزيز القوات الإيطالية من جهة، ما أدى إلى إضعاف الجيش الألماني في الجبهة الشرقية. اضطرت ألمانيا إلى إرسال جنودها الألمان إلى إيطاليا عقب سقوط الحكومة الإيطالية لاستبدال الجنود الإيطاليين في إيطاليا ويوغوسلافيا، ما أدى إلى ترحيل خمس قوام الجيش الألماني من شرق أوروبا إلى جنوبها، وظل هؤلاء الجنود متمركزين في إيطاليا حتى قرب نهاية الحرب.

## خلفية

### الحلفاء
اقتضت خطة الحلفاء شن هجوم برمائي على صقلية بالاستعانة بجيشين من جيوش الحلفاء، وكان من المخطط أن يهبط أحدهما على الساحل الجنوبي الشرقي، وأن يهبط الآخر على الساحل الجنوبي المركزي. خطط الحلفاء كذلك لدعم قواتهم بالمدافع البحرية، والقصف التكتيكي، وعمليات المنع، والدعم الجوي القريب بمساعدة قوات الحلفاء الجوية المجتمعة. وعليه تطلبت تلك العملية هيكلًا قياديًا متشابكًا يضم قوات البر والبحر والجو. كان القائد العام لتلك العملية الجنرال الأمريكي دوايت د. أيزنهاور بصفته القائد الأعلى لقوات الحلفاء في شمال أفريقيا. بينما كان الجنرال البريطاني سير هارولد ألكساندر نائبًا للقائد، وقائدًا للجبهة الحربية الخامسة عشرة. عُين اللواء الأمريكي والتر بيديل سميث رئيس الأركان التابع لأيزنهاور. بينما كان الأميرال البريطاني سير أندرو كانينغهام القائد العام للقوات البحرية.
تألفت قوات الحلفاء البرية من جيوش الولايات المتحدة وبريطانيا وكندا، وقُسمت إلى وحدتي مهمات. شملت وحدة العمليات الشرقية (التي تُعرف أيضًا بوحدة المهمات 545) الجيش الثامن البريطاني (الذي يضم فرقة المشاة الكندية الأولى)، وكان قائدها الجنرال سير بيرنارد مونتغومري. بينما شملت وحدة المهمات الغربية (وحدة المهمات 343) الجيش السابع الأمريكي الذي كان يقوده الفريق جورج س. باتون. كان قادة هاتين الوحدتين مسؤولين أمام هارولد ألكساندر بصفته قائد جبهة الحرب الخامسة عشرة.
شمل الجيش الأمريكي السابع في البداية ثلاثة فرق مشاة تابعة للفيلق الأمريكي الثاني بقيادة الفريق عمر برادلي. أبحرت فرقة المشاة الأولى والثالثة (بقيادة تيري ألين ولوسيان تراسكوت على الترتيب) من أحد مرافئ تونس، بينما أبحرت فرقة المشاة الخامسة والأربعون بقيادة اللواء تروي إتش. ميدلتون من الولايات المتحدة عبر ميناء وهران في الجزائر. أبحرت فرقة المدرعات الثانية أيضًا من وهران بقيادة اللواء هيو جوزيف غافي، وكانت فرقة احتياطية من المخطط لها أن تدخل المعركة عند الحاجة إليها فقط. وفي 15 يوليو، أعاد باتون تقسيم الهيكل القيادي إلى فيلقين عن طريق إنشاء مقر جديد للفيلق الاحتياطي بقيادة نائب قائد الجيش، اللواء جيوفري كيز.
تألف الجيش البريطاني الثامن من أربعة فرق مشاة تابعة للفيلق البريطاني الثالث عشر بقيادة الفريق سير مايلز ديمبسي، ولواء مشاة منفصل تابع للفيلق الثلاثين بقيادة الفريق سير أوليفر ليس. أبحرت فرقتان من فرق مشاة الفيلق الثالث عشر، وفرقة المشاة الخامسة والفرقة الخمسون من ميناء السويس في مصر بقيادة اللواء هوراشيو بيرني-فيكلين واللواء سيدني كيركمان. بينما أبحرت فرق الفيلق الثلاثين من عدة مرافئ متنوعة: أبحرت فرقة المشاة الكندية الأولى بقيادة اللواء غاي سايموندز من المملكة المتحدة، وأبحرت فرقة المشاة الحادية والخمسون بقيادة اللواء دوغلاس ويمبرلي من تونس ومالطا، وأبحر لواء المشاة المنفصل من ميناء السويس.
شاركت فرقة المشاة الكندية الأولى في عملية هاسكي رضوخًا لإصرار رئيس الوزراء الكندي، ويليام ماكينزي كينغ، ومقر الجيش الكندي في المملكة المتحدة. وافقت بريطانيا على هذا الطلب، واستبدلت فرقة المشاة البريطانية الثالثة المحنكة بفرقة المشاة الكندية. ولم يكتمل تنفيذ هذا القرار حتى 27 أبريل عام 1943 عندما أقر الفريق أندرو مكناوغتون (قائد الجيش الكندي الأول في المملكة المتحدة) بأن عملية هاسكي عملية عسكرية ناجعة، ووافق على إرسال كلًا من فرقة المشاة الكندية الأولى ولواء الدبابات الكندي الأول. أضُيفت فرقة «ريد باتش» للفيلق الثلاثين لتكون جزءًا من الجيش البريطاني الثامن.
خطط الحلفاء لإرسال عدة فصائل جوية لتعزيز وحدة المهمات المتمركزة في كلٍ من الجبهة الغربية والشرقية. فقد خططت فرقة الطيران البريطانية الأولى بقيادة اللواء جورج ف. هوبكنسن للاستيلاء على الجسور الحيوية والاستحواذ على الأراضي المرتفعة لدعم الجيش البريطاني الثامن. اقتضت الخطة الابتدائية بقاء فرقة الطيران الأمريكية الثانية والثمانين في تونس بقيادة اللواء ماثيو ريدجواي لحين الحاجة إليها.
قُسمت فرق البحرية التابعة للحلفاء إلى وحدتي مهمات لنقل الجنود وإمدادهم بالدعم. تألفت وحدة المهمات الشرقية من أسطول البحر المتوسط البريطاني بقيادة الأميرال بيرترام رامزي. وتألفت وحدة المهمات الغربية من أسطول الولايات المتحدة الثامن بقيادة الأميرال هنري كنت هويت. وكان الأميرال كانينغهام مشرفًا على عمل قائدي وحدات المهمات بصفته القائد العام للقوات البحرية. وبالإضافة إلى ذلك، شاركت حراقتان تابعتان للبحرية الملكية الهندية في الحرب: إتش. م. أي. س. سوتلي وإتش. م. أي. س. جومنا.
ضُمت قوات الحلفاء في شمال أفريقيا والبحر المتوسط في وقت تنفيذ عملية هاسكي إلى قيادة البحر المتوسط الجوية (MAC) بقيادة المشير الجوي سير آرثر تيدر. وكانت قوات شمال غرب إفريقيا الجوية القيادة الفرعية الكبرى التابعة لقيادة البحر المتوسط الجوية بقيادة الفريق كارل سباتز، وكان مقرها في تونس. تألفت قوات شمال غرب إفريقيا الجوية من سلاح الجو الأمريكي الثاني عشر وسلاح الجو التاسع، وسلاح الجو الملكي البريطاني الذي قدم الدعم الجوي الرئيسي لتلك العملية. قدمت عدة فرق جوية أخرى دعمها لتلك العملية مثل سلاح الجو التاسع المتمركز في تونس ومصر بقيادة الفريق لويس إتش. بريرتون، وقوات مالطا الجوية المتمركزة في جزيرة مالطا بقيادة نائب المارشال الجوي سير كيث بارك.
بعث سلاح الولايات المتحدة الجوي عدة قاذفات متوسطة وطائرات من طراز كورتيس بيه-40 وارهوك إلى قوات شمال غرب إفريقيا الجوية التكتيكية بقيادة المارشال الجوي سير آرثر كونينغهام، واتجهت نحو مهابط الطيران الجنوبية في صقلية على الفور. وفي ذات الوقت كان سلاح الجو التاسع قيادة فرعية لقوات الشرق الأوسط البرية بقيادة المشير الجوي سير شولتو دوغلاس. وكانت قوات الشرق الأوسط البرية بدورها (كحال قوات شمال غرب إفريقيا الجوية وقوات مالطا الجوية) قيادة فرعية لقيادة البحر المتوسط الجوية التي يرأسها آرثر تيدر المسؤول عن عمليات شمال غرب إفريقيا الجوية أمام أيزنهاور، وعن عمليات مالطا والشرق الأوسط أمام رؤساء أركان الحرب البريطانيين.